# Michael Smith (ruimtevaarder)
Michael John Smith (Beaufort, 30 april 1945 – Cape Canaveral, 28 januari 1986) was een Amerikaans ruimtevaarder. Hij overleed tijdens de ramp met de Challenger.
In 1980 werd Smith geselecteerd als astronaut door NASA. Hij nam deel aan STS-51-L als piloot. De 10e vlucht van de Challenger zou een communicatiesatelliet voor het spaceshuttleprogramma in de ruimte brengen, maar ontplofte na 73 seconden.